# Odontanthias
Genre
Odontanthias est un genre de poissons de la famille des Serranidae (sous-famille des Anthiadinae). 

## Description
Selon l'espèce, ces poissons atteignent jusqu'à 10–22 cm de longueur standard et sont brillamment marqués de rose et de jaune. On les trouve sur les récifs rocheux en eau profonde, principalement en-dessous de 100 m,,. Le genre est presque entièrement limité à l'Indo-Pacifique. O. cauoh dans l'archipel de Saint-Pierre et Saint-Paul et O. hensleyi aux Caraïbes sont les seules espèces connues hors de l'Indo-Pacifique, et des preuves indiquent que ce dernier appartient au genre Anthias.

## Liste d'espèces
Selon Catalogue of Life (29 février 2020) :
- Odontanthias borbonius (Valenciennes, 1828) - espèce type
- Odontanthias caudicinctus (Heemstra & Randall, 1986)
- Odontanthias chrysostictus (Günther, 1872)
- Odontanthias dorsomaculatus Katayama & Yamamoto, 1986
- Odontanthias elizabethae Fowler, 1923
- Odontanthias flagris Yoshino & Araga, 1975
- Odontanthias fuscipinnis (Jenkins, 1901)
- Odontanthias grahami Randall & Heemstra, 2006
- Odontanthias hensleyi Anderson & García-Moliner, 2012
- Odontanthias katayamai (Randall, Maugé & Plessis, 1979)
- Odontanthias randalli White, 2011
- Odontanthias rhodopeplus (Günther, 1872)
- Odontanthias tapui (Randall, Maugé & Plessis, 1979)
- Odontanthias unimaculatus (Tanaka, 1917)
- Odontanthias wassi Randall & Heemstra, 2006

## Étymologie
Le genre Odontanthias doit son nom à sa proximité avec le genre Anthias auquel a été accolé le préfixe grec ancien ὀδόντος, odóntos, « de dent », qui fait référence à leurs dents linguales, non présentes sur les espèces du genre Anthias.

## Publication originale
- Pieter Bleeker, « Sur les espèces indo-archipélagiques d'Odontanthias et de Pseudopriacanthus », Nederlandsch Tijdschrift voor de Dierkunde, Amsterdam, vol. 4,‎ 1873, p. 235-240 (OCLC 18650401, lire en ligne).